# Tiron (secrétaire)
Pour les articles homonymes, voir Tiron.
Marcus Tullius Tiro (v. 103 av. J.-C., Arpinum – 4 av. J.-C., Puteoli), plus connu sous le nom de Tiron, esclave puis affranchi, servit comme secrétaire Cicéron, l'homme d'État romain. Il aurait inventé un système de 1 100 signes dits « notes tironiennes » pour transcrire les discours de Cicéron.

## Biographie
Tiron naît à Arpinum, esclave dans la famille de Cicéron dont il serait de trois ans le cadet. La date de naissance de Tiron est incertaine. Jérôme de Stridon qui donne son décès vers 4 av. J.-C. dans sa centième année laisse supputer une date de naissance vers 103 av. J.-C. ce qui est légèrement plus jeune que Cicéron. Cependant Cicéron le qualifie de « jeune homme » (adulescens) en 50 av. J.-C..
Il grandit avec lui et le suit à Rome.
Tiron sert Cicéron comme secrétaire et comme assistant pour la rédaction de ses traités, mais aussi de plus en plus comme confident. Comme Cicéron, Tiron est bilingue, et Cicéron émaille leur correspondance de citations en grec, par exemple dans ses recommandations de santé. Les deux hommes resteront liés par une amitié profonde. Dans ses courriers à Atticus, Cicéron vante les capacités de Tiron, tant pour les travaux d'études que pour les tâches administratives, ainsi que sa modestie et son heureux caractère (humanitas).
De retour d'un voyage à Athènes, Cicéron lui demande d'adapter les « notes grecques », une méthode d'écriture abrégée dont l'auteur, Xénophon, se serait servi pour transcrire les discours de Socrate. Tiron invente alors un système personnel qu'il utilise pour transcrire les discours et plaidoiries prononcés par Cicéron devant le Sénat et les tribunaux romains.
Cicéron affranchit son secrétaire en 53 av. J.-C. : Tiron prend alors, selon l'usage, le praenomen (Marcus) et le nomen (Tullius) de son ancien maître.
En 51 av. J.-C., Tiron accompagne Cicéron quand ce dernier est nommé proconsul de la province de Cilicie, mais à leur retour à partir de décembre 50 av. J.-C., il tombe malade et doit renoncer à suivre Cicéron pour s'arrêter à Issos, puis de nouveau à Patras,.
Cicéron est sommairement exécuté en 43 av. J.-C. Tiron lui survit et travaille à assurer sa gloire posthume en conservant ses écrits et rédige divers ouvrages, tous disparus, dont une biographie de son patron : le commentateur Asconius précise qu'il s'agit d'une biographie en quatre livres, Tacite reprend la date du décès de Cicéron qu'elle indique, tandis que Plutarque s'en sert pour réfuter la trahison de Cicéron par l'affranchi Philologus ; Aulu-Gelle fait une référence à Tiron et évoque la rédaction d'un ouvrage sur la langue latine et les Pandectes, sorte de répertoire encyclopédique.
Selon la Chronique de Jérôme de Stridon, Tiron meurt à Puteoli presque centenaire lors de la 194e olympiade, soit entre 4 et 1 av. J.-C.

## Postérité

### Les notes tironiennes
Isidore de Séville attribue à Tiron l'invention ou l'introduction à Rome des « notes tironiennes », système d’écriture sténographique. La méthode de Tiron est composée de 1 100 signes cursifs. Les notes tironniennes transcrivent de façon abrégée le latin.
Les « notes tironiennes » ont été utilisées pendant plus d'un millénaire et demi, jusqu'au XVIIe siècle, sans qu'une amélioration significative ait été apportée.

### Tiron dans la culture populaire
Tiro est le narrateur et l'un des principaux personnages de Imperium, roman historique de Robert Harris mettant en scène le début de la carrière politique de Cicéron.
- 2006 : Robert Harris, Imperium : XXe siècle, Paris, Plon, 2006. Notice Bnf n° FRBNF40927949
- 2009: Robert Harris, Lustrum: Hutchinson London UKBNF 2468109753
- 2015: Robert Harris, " Dictator "

Tiro apparaît également, de façon récurrente, dans la série de romans policiers historiques Les Mystères de Rome écrits par Steven Saylor.